# Хенрик Лундквист
Хенрик Лундквист (швед. Henrik Lundqvist — Оре, 2. март 1982) професионални је шведски хокејаш на леду који игра на позицији голмана. Његов брат близанац Јоел такође је професионални шведски хокејаш.
Члан је сениорске репрезентације Шведске за коју је на међународној сцени дебитовао на светском првенству 2005. године. Као члан репрезентације Шведске освојио је и титулу олимпијског победника на ЗОИ 2006. у Торину, те титулу светског првака на СП 2017. године.
Учествовао је на улазном драфту НХЛ лиге 2000. где га је као 205. пика у седмој рунди одабрала екипа Њујорк ренџерса. У НХЛ лиги дебитовао је 5 година касније, на утакмици коју су Ренџерси играли против Девилса 8. октобра 2005. године. Пре одласка у Сједињене Државе 4 сезоне наступао је у дресу шведске Фрелунде.